# Vermilion megye (Illinois)
Vermilion megye az Amerikai Egyesült Államokban, azon belül Illinois államban található. Megyeszékhelye és legnagyobb városa Danville. Lakosainak száma 74 188 fő (2020. április 1.). Vermilion megye Iroquois, Edgar, Benton, Warren, Vermillion, Ford, Douglas és Champaign megyékkel határos.

## Népesség
A megye népességének változása:
| Lakosok száma | 81 596 | 81 383 | 80 715 | 80 329 | 79 282 | 74 188 |
|               | 2010   | 2011   | 2012   | 2013   | 2015   | 2020   |